# Rocca San Casciano
Rocca San Casciano (La Ròca o Roca San Casiân in romagnolo) è un comune italiano di 1 798 abitanti della provincia di Forlì-Cesena in Emilia-Romagna. Fino al 1923 aveva fatto parte della provincia di Firenze.

## Geografia fisica

Rocca San Casciano negli anni venti

Si trova nella Valle del Montone, nell'Appennino forlivese. È situato a 31 km da Forlì e a 27 km dal confine con la Toscana.

## Storia
Un documento del 1197 cita per la prima volta "Rocca Sancti Cassiani in Casatico", il che fa ritenere che all'epoca esistesse un castello. Nel 1230 il vescovo di Forlimpopoli raccomanda alcuni castelli di sua giurisdizione, tra i quali anche la rocca di San Casciano, al comune di Faenza. Nel 1315 il castello di Rocca San Casciano è soggetto ad Alighiero de' Calboli. 

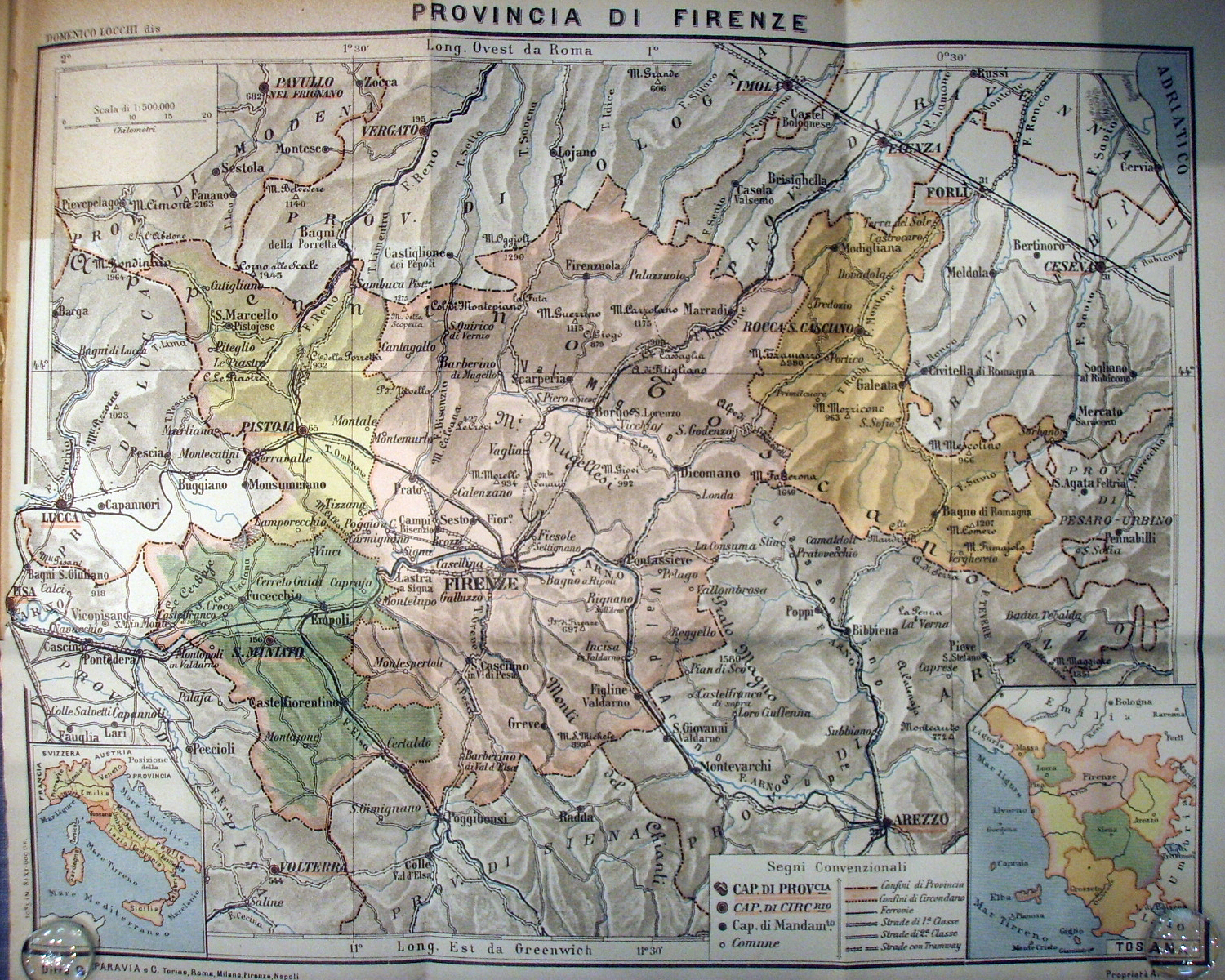
Mappa rappresentante la provincia di Firenze prima dello scorporo del Circondario di Rocca San Casciano

 Nel 1382 Francesco de' Calboli lascia il castello di Rocca San Casciano in eredità a Firenze. Nel 1412 si dota di propri statuti, nel 1424 viene conquistata dai Visconti che la affidano nel 1435 agli Ordelaffi. Riconquistata dai fiorentini nel 1436, nei secoli successivi Rocca San Casciano continuò a far parte dei domini di Firenze. Quando nel 1923 Mussolini trasferì una serie di comuni dalla Toscana alla Romagna Rocca San Casciano fu aggregata con tutto il suo circondario alla provincia di Forlì.

### Simboli
Lo stemma con la rocca compare in uno stemmario toscano del 1693 e rappresenta l'antica fortezza del XIII secolo.
Il gonfalone è un drappo partito di bianco e di rosso.

## Monumenti e luoghi d'interesse

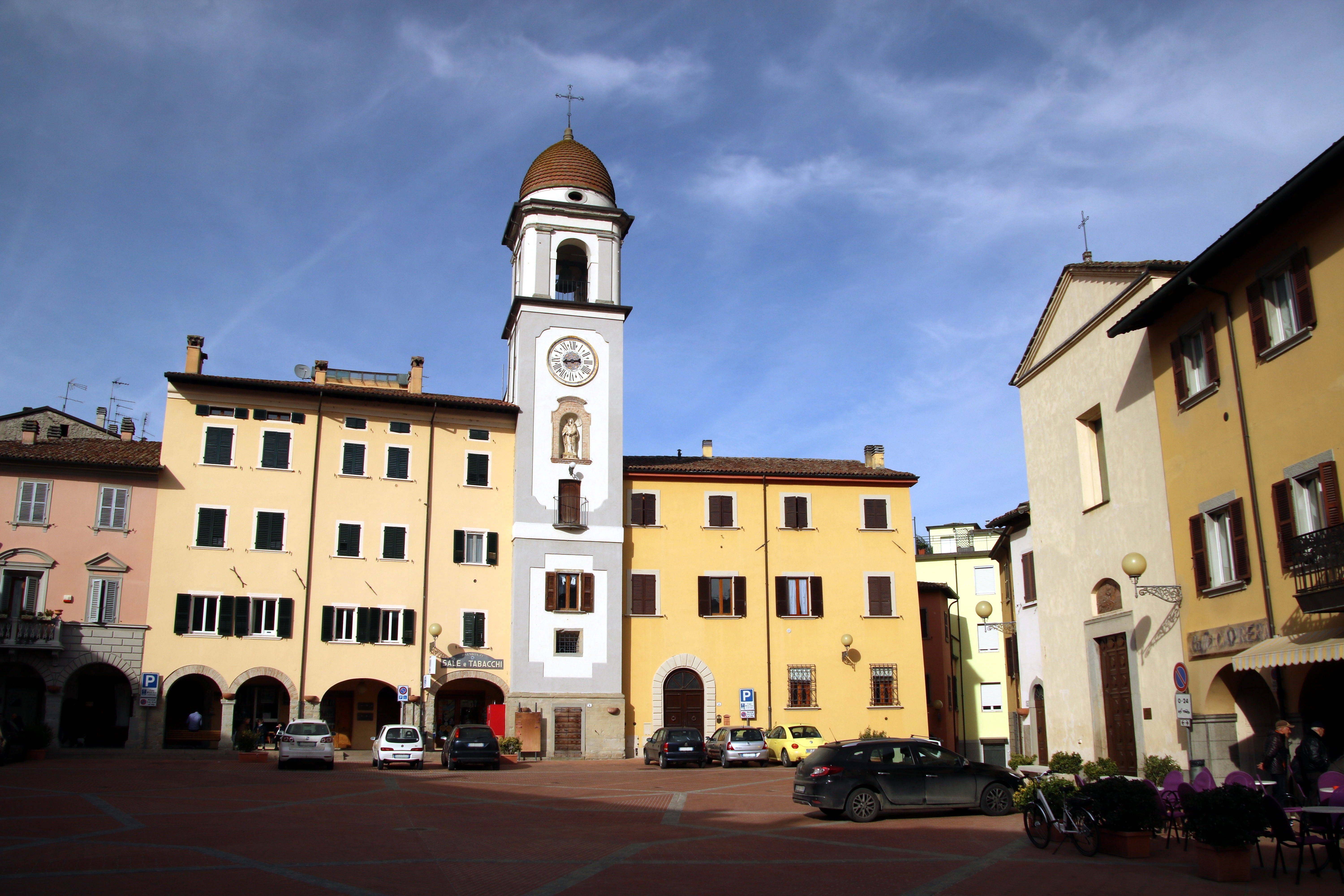
Piazza Garibaldi con Torre dell'Orologio o Torre Civica

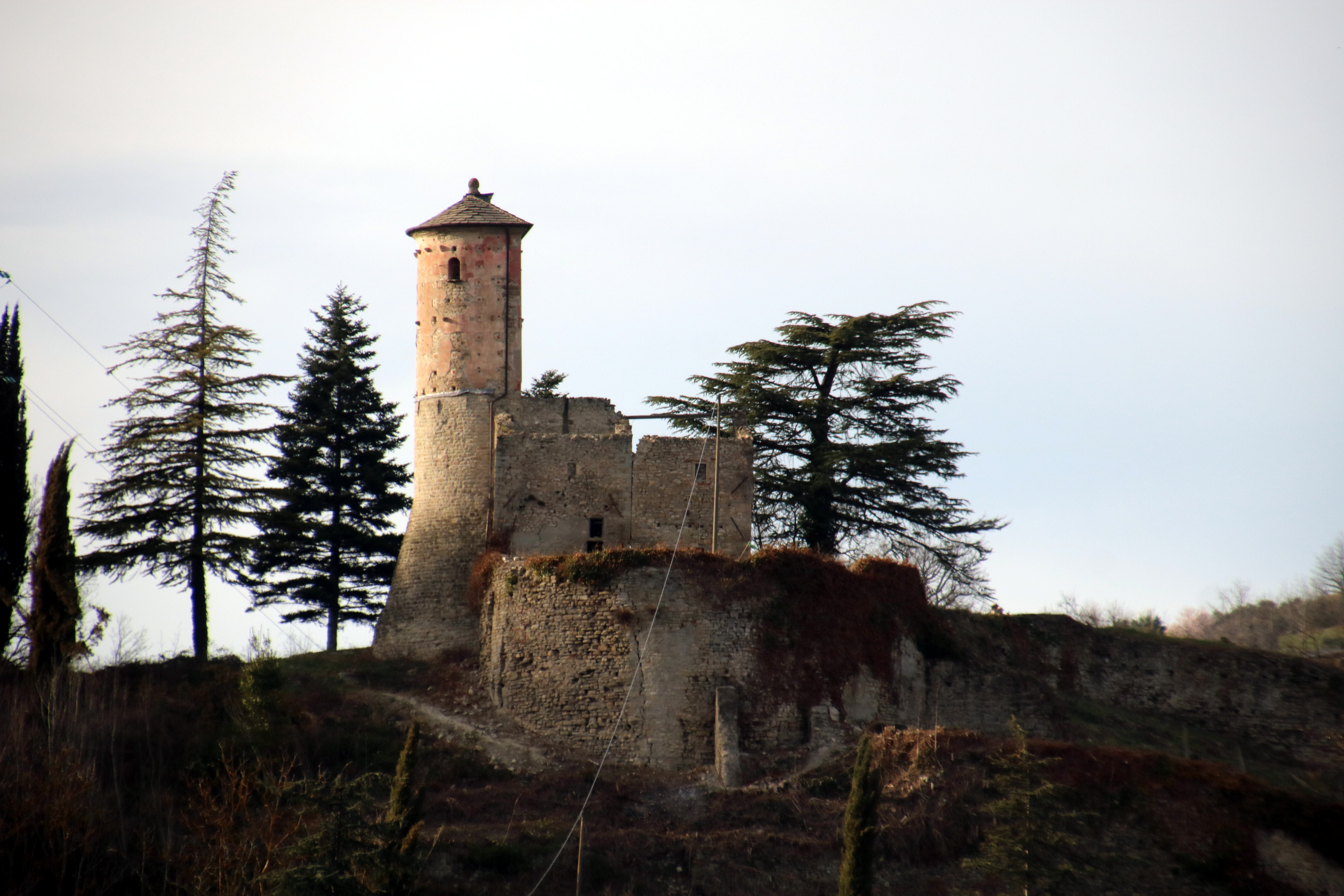
Castellaccio

Piazza Garibaldi, al centro del paese, di forma triangolare e circondata da bassi e caratteristici portici, è dominata dalla Torre Civica o dell'Orologio, risalente alla fine del 1600. Nella nicchia ricavata sul fronte della Torre civica è custodita una statua settecentesca in terracotta della Vergine Addolorata.
Su via Cairoli si affaccia la chiesa di Santa Maria delle Lacrime, parrocchiale del paese, costruita sul finire del XVIII secolo.
Il castello di Rocca San Casciano, chiamato "Castellaccio", si erge in posizione dominante rispetto all'abitato. Gli attuali ruderi è quanto resta dell'antica rocca munita di mura, dopo i crolli avvenuti per il terremoto del 22 marzo 1661.
Nel 2019 sono state rinvenute altre mura.
A circa quattro chilometri dall'abitato di Rocca San Casciano, si trova l'abbazia di San Donnino in Soglio, eretta in epoca alto-medievale e documentata sin dal 1214.

## Società

### Evoluzione demografica
Abitanti censiti

## Cultura
Musei
Esposizione permanente sulle tradizioni rurali e venatorie.

### Eventi e ricorrenze

#### Festa del falò
Le origini della Festa del Falò, tipica festa del paese, sono un po' oscure: c'è chi la fa risalire addirittura a riti pagani, celtici in modo particolare. Si dice che a Rocca San Casciano, fin dal XII secolo, venissero accesi falò lungo le rive del fiume Montone allo scopo di placare le acque evitando rovinose inondazioni. Su questa celebrazione pagana è stata innestata, a partire dal 1700, la ricorrenza religiosa di San Giuseppe (19 marzo) e per molti anni questa è stata la sola data in cui si è svolta la festa. Tradizione voleva che nei cortili di ogni contrada venisse acceso un falò ed attorno ad esso si mangiasse, bevesse e danzasse. In epoca più recente i falò sono tornati sulla riva del fiume, nella loro posizione originale, e da qui, nell'ultimo secolo, è incominciata una sfida fra le quattro fazioni che rappresentano i principali rioni cittadini: Borgo di Sopra, Borgo di Sant'Antonio, Buginello e Mercato. Di questi quattro rioni originari oggi ne restano solo due: il Borgo di Sopra ed il Mercato.

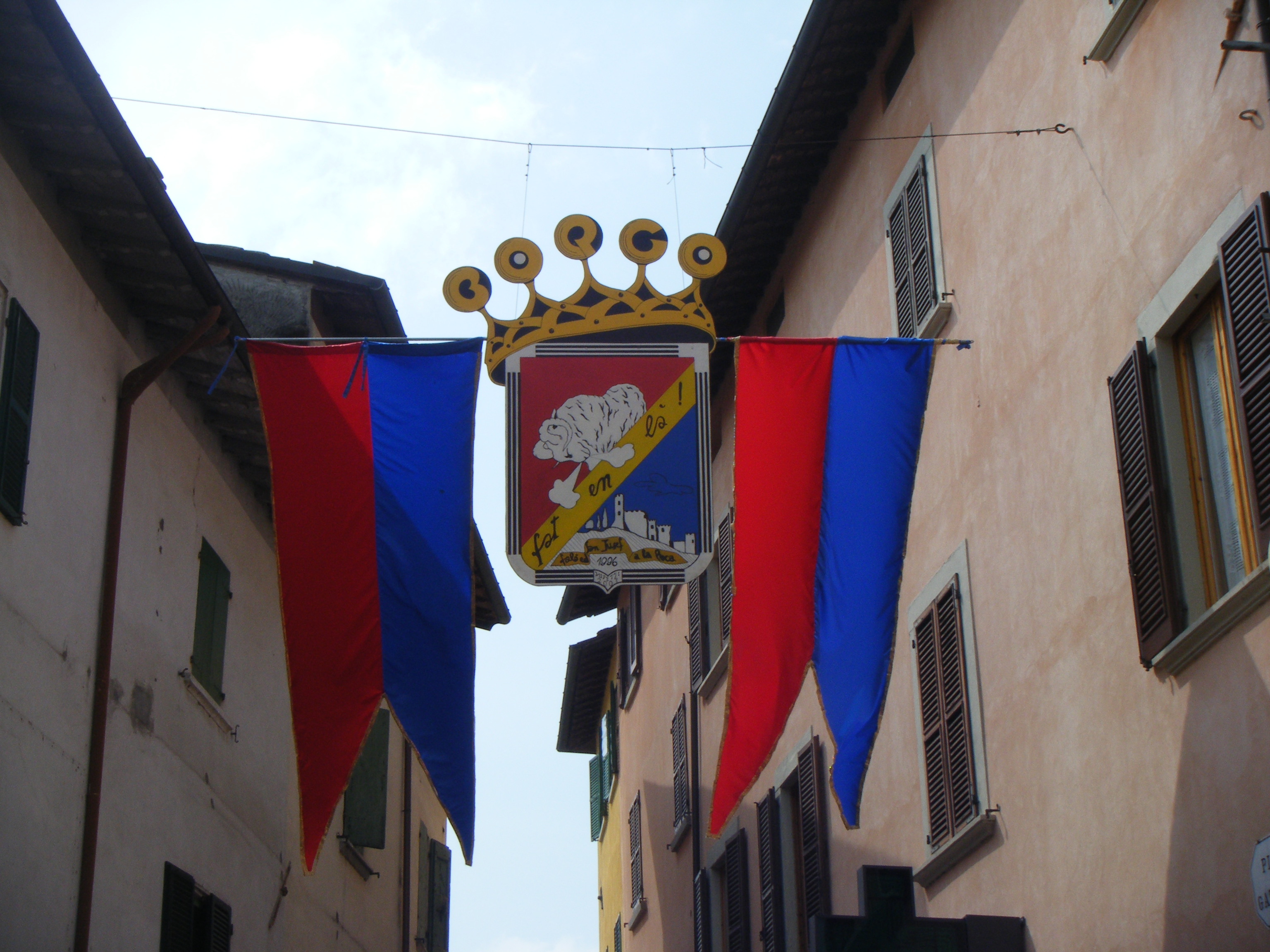
Stendardo Borgo di Sopra

Lo stendardo del Borgo di Sopra è caratterizzato da un montone che carica, posto nella parte superiore, mentre sotto vi è una scritta in romagnolo, Fat en là (= "Fatti in là")
I due rioni si sfidano costruendo sulle due rive del fiume Montone che attraversa l'abitato nel cuore del paese due enormi pagliai fatti di ginestre e aghi di pino che assumono due forme differenti quasi a ricordare le due differenti radici culturali della città. Infatti il pagliaio del "Borgo di Sopra" assume una forma bombata come quelli vecchi che si facevano nelle campagne romagnole, mentre quello del "Mercato" è di forma conica come quelli delle campagne toscane. Anche i colori delle due fazioni ricordano queste differenti origini, in quanto uno ha il rosso e blu, tipici dell'Emilia-Romagna, l'altra il bianco e rosso tipici della Toscana.
La festa comincia il sabato pomeriggio, prosegue con l'impagliatura dei due pagliai e culmina la sera quando tra le grida ed i cori di scherno dei sostenitori dei due rioni, i due pagliai vengono accesi contemporaneamente accompagnati dal suono delle campane. Anche se sono anni ormai che non vi è più una gara con trofeo, l'accensione più rapida e meglio realizzata decreterà il rione vincitore e sarà ragione di discussione e beffe per tutto l'anno a seguire.
Mentre i pagliai bruciano inizia lo spettacolo pirotecnico con fuochi d'artificio per il "Borgo di Sopra", e dei botti per il "Mercato", cioè scariche di grossi petardi che vengono accesi contemporaneamente. Qui la sfida è quella di aspettare che sia il rione avversario ad accendere per primo e tentare di coprire il suo rombo con il proprio.
Quando i falò hanno ormai ridotto la loro combustione, nella piazza del paese iniziano le sfilate di carri in maschera: ogni rione ha all'incirca un'ora per dare libero sfogo alla propria fantasia su un tema scelto. Infatti ogni sfilata è imperniata su un tema diverso di anno in anno e si ispira ora ad un paese o luogo geografico, ora a elementi particolari o di fantasia. Vengono realizzati due o tre grandi carri allegorici per rione, animati da figuranti attorniati da altri partecipanti facenti parte della sfilata che segue a piedi. Per allestire questi carri e confezionare i costumi (ognuno provvede in proprio) c'è un lavoro di mesi. Appena un rione lascia la piazza è pronto ad entrare l'altro, il tutto accompagnato da musica e luci.
È passata da molto mezzanotte quando i sostenitori si ritirano nel rione a festeggiare, mentre la piazza si svuota. Il pomeriggio del giorno dopo, la domenica, la sfilata con i carri viene ripetuta per i più piccini.
La ricorrenza di San Giuseppe venne probabilmente associata all'accensione dei falò, nel corso del Settecento, per la presenza dei Frati minori conventuali in paese.

### Letteratura
Giuseppe Mengozzi (1841-1920), poeta originario di Rocca, scrisse un'opera in versi latini, Thuscae Romandiolae Ceres. Carmen Georgicum, ambientandola nella sua zona di origine. L'autore, emulo di Virgilio, illustrò l'agricoltura della collina e della montagna romagnola, fondata su vino, gelso, bachicoltura, più in alto sulla pastorizia migrante, e illustrò le fiere, per i bozzoli, i suini, gli agnelli.

## Amministrazione
Di seguito è presentata una tabella relativa alle amministrazioni che si sono succedute in questo comune.
| Periodo        | Periodo        | Primo cittadino   | Partito                            | Carica  | Note   |
| -------------- | -------------- | ----------------- | ---------------------------------- | ------- | ------ |
| 24 giugno 1985 | 20 maggio 1990 | Tito Bandini      | Partito Socialista Italiano        | Sindaco | [ 13 ] |
| 20 maggio 1990 | 24 aprile 1995 | Alessandro Guidi  | Partito Socialista Italiano        | Sindaco | [ 13 ] |
| 24 aprile 1995 | 14 giugno 1999 | Pier Luigi Serri  | centro-sinistra                    | Sindaco | [ 13 ] |
| 14 giugno 1999 | 14 giugno 2004 | Anna Vallicelli   | centro-destra                      | Sindaco | [ 13 ] |
| 14 giugno 2004 | 8 giugno 2009  | Rita Monti        | centro-sinistra                    | Sindaco | [ 13 ] |
| 8 giugno 2009  | 26 maggio 2014 | Rosaria Tassinari | centro-destra                      | Sindaco | [ 13 ] |
| 26 maggio 2014 | 27 maggio 2019 | Rosaria Tassinari | centro-destra Prima di tutto Rocca | Sindaco | [ 13 ] |
| 27 maggio 2019 | 9 giugno 2024  | Pier Luigi Lotti  | lista civica Noi rocchigiani       | Sindaco | [ 13 ] |

### Gemellaggi
Hofbieber

## Sport
A Rocca San Casciano esiste la società di calcio US Rocchigiana Calcio.